# Mansueto Merati
Mansueto Merati (Milano, 1589 – Acerra, 28 agosto 1661) è stato un vescovo cattolico italiano.

## Biografia
Nacque a Milano nel 1589.
Fu ammesso giovanissimo tra i Chierici Regolari di San Paolo, i cosiddetti "Padri Barnabiti". Emise i voti il 28 dicembre 1606. Compiuti gli studi presso San Barnaba a Milano e a Pavia, fu ordinato sacerdote il 23 marzo 1613. Diventato in poco tempo un apprezzato predicatore, fu inviato dai superiori come preposito dei Padri Barnabiti del collegio di Roma.
Nel dicembre 1629 seguì il cardinale Francesco Boncompagni a Napoli: qui fu eletto superiore di Santa Maria in Cosmedin, continuando con zelo e ardore la sua attività di predicatore.
Nel 1634  Margherita di Savoia, viceregina del Portogallo, lo chiamò come suo padre confessore: la seguì sia in Spagna che in Portogallo, facendosi apprezzare anche presso quella corte per le sue altissime doti.

### Vescovo di Acerra
Nel 1644 la sovrana, in segno di gratitudine, propose a Filippo IV di Spagna la sua nomina a vescovo di Acerra; papa Urbano VIII ratificò la nomina regia il 13 luglio 1644.
Ad Acerra fu molto apprezzato anche per aver fondato il seminario vescovile nel 1653.
Morì il 28 agosto 1661. Fu sepolto nella cattedrale di Acerra.